# 72 temperamentos iguais

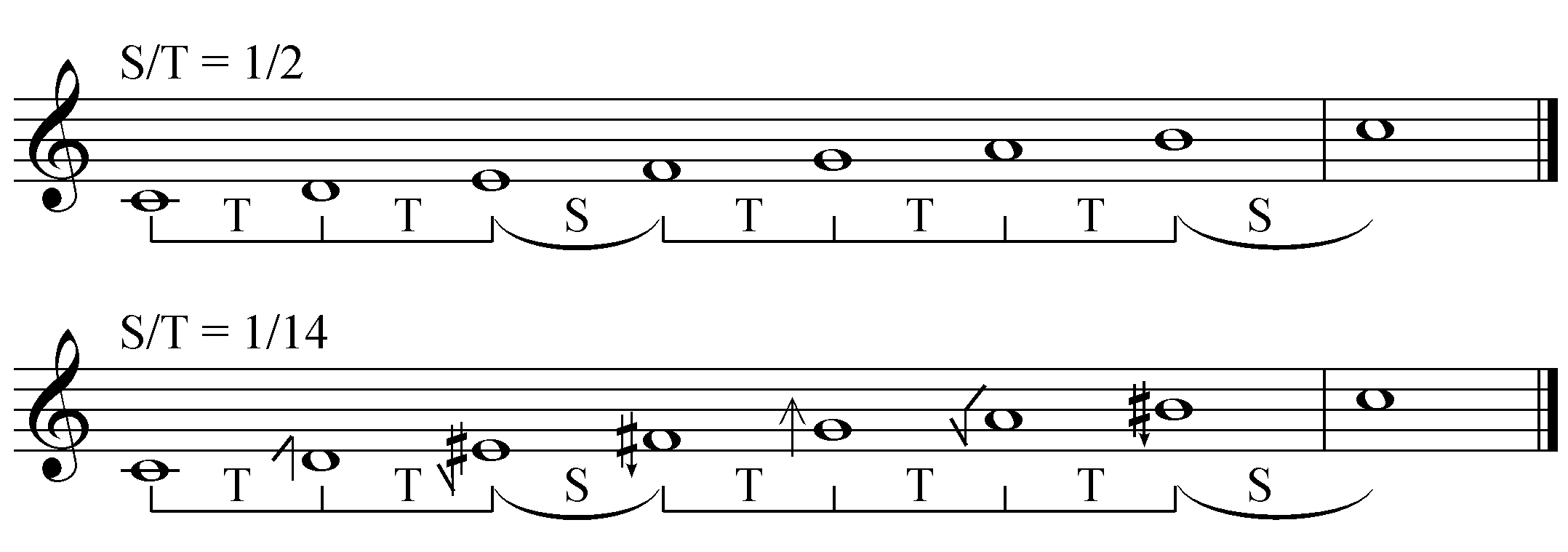
Afinações diatônicas em 12 iguais e 72 iguais

Na teoria musical, uma escala em 72 temperamentos iguais, 72-EDO ou de doze avos de tom é uma que divide a oitava em 72 graus de temperamento igual, dividindo cada semitom em seis partes iguais, de forma que cada grau equivale a uma multiplicação por 12√2 (≈ 1,009673) da frequência do anterior. Há, portanto, seis graus para cada semitom, grau próprio dos 12 temperamentos iguais, sistema dominante da música ocidental desde o século XIX.

## Uso
Na música contemporânea e no jazz, este temperamento foi utilizado por compositores como Alois Hába, Ivan Wyschnegradsky, Julián Carillo, Iannis Xenakis, Ezra Sims, James Tenney, Joe Maneri e Ezra Sims. Hába e Wyschnegradsy chamavam a escala de sistema de doze avos de tom. Manieri e Sims usam notação própria, chamada "notação de Manieri-Sims".
Na música bizantina, especificamente sob o octoeco neobizantino, utiliza-se uma escala em 72 temperamentos iguais desde reforma de 1881 patrocinada e chancelada pela Igreja Ortodoxa de Constantinopla.